# 埃爾科克拉
埃爾科克拉（西班牙語：El Cocla），'是巴拿馬的城鎮，位於該國中西部，由貝拉瓜斯省的卡洛弗雷區負責管轄，面積65.2平方公里，海拔高度130米，2010年人口608，人口密度每平方公里9.3人。